# أياكا إيكيهارا
أياكا إيكيهارا مواليد 24 سبتمبر 1990، هي لاعبة كرة يد يابانية تلعب كجناح أيمن. مثلت منتخب اليابان لكرة اليد للسيدات.

## سجل المنافسة
شاركت في البطولات التالية:
- بطولة العالم لكرة اليد للسيدات 2013
- بطولة العالم لكرة اليد للسيدات 2015

## روابط خارجية
- أياكا إيكيهارا على موقع الاتحاد الأوروبي لكرة اليد (الإنجليزية)
- أياكا إيكيهارا على موقع أوليمبيديا (الإنجليزية)